# Cornelis Dopper
Cornelis Dopper (Stadskanaal, 7 febbraio 1870 – Amsterdam, 18 settembre 1939) è stato un compositore e direttore d'orchestra olandese.

## Biografia
Cornelis Dopper nacque in una famiglia benestante. Perse entrambi i genitori in giovane età e fu cresciuto dalla sorella e dal marito di quest'ultima, il compositore Johannes Bernardus Kolkman, da cui Cornelis ricevette le prime lezioni di violino.
Successivamente studiò dal 1888 al 1890 presso il conservatorio di Lipsia avendo come insegnanti Carl Reinecke (composizione) e Oscar Paul (storia della musica). Terminati gli studi si stabilì a Groninga, dove fu attivo come violinista. Nel 1894 la sua prima opera, De blinde van Castel Cuillé (La ragazza cieca di Castel Cuillé), venne rappresentata ad Amsterdam alla Nederlandsche Opera: ottenne un discreto successo e Cornelis venne poi assunto dalla compagnia come violinista e direttore dell'orchestra e del coro.
Nel 1903 la Nederlandsche Opera venne chiusa e Cornelius si trovò disoccupato. Lavorò fino al 1905 come critico musicale per i quotidiani di Amsterdam De Echo e Het Leven.
Nel 1906 entrò a far parte della compagnia di Henry Savage, con cui si esibì in numerose tournée in America (Stati Uniti, Canada e Messico). Peraltro diresse nello stesso anno la prima americana di Madama Butterfly di Puccini. Nel frattempo la sua terza sinfonia "Rembrandt", che Dopper aveva presentato a Willem Mengelberg, direttore dell'Orchestra Reale del Concertgebouw, venne eseguita al Concertgebouw con enorme successo.
Nel 1908 rientrò stabilmente in Olanda, dove qualche tempo dopo sposò la cantante Henriëtte Siedenburg (con cui rimase sposato fino al 1920). Nello stesso anno Willem Mengelberg gli offrì un impiego come suo assistente e fece il suo debutto alla guida dell'Orchestra Reale del Concertgebouw, diventandone inoltre direttore stabile
Partecipò in maniera importante alle attività dell'orchestra: a testimonianza di ciò gli venne intitolata una balconata della sala principale del Concertgebouw. Alla guida dell'Orchestra Reale del Concertgebouw diresse un certo numero di importanti prime nazionali, tra cui quelle di La Mer di Debussy, Ma Mère l'Oye di Ravel, Una Notte sul Monte Calvo di Mussorgsky e vari brani di Albéniz, De Falla, Elgar e altri.
Il suo ruolo all'interno dell'orchestra e il suo prestigio personale risentirono pesantemente di uno scandalo avvenuto in occasione della prima esecuzione al Congertgebouw della sua settima sinfonia, il 24 novembre 1918 sotto la sua stessa direzione. Alla fine del brano (che termina con una marcia) il critico musicale Matthijs Vermeulen si alzò in piedi e gridò "Lunga vita a Sousa!", alludendo al fatto che il valore artistico di Dopper fosse assimilabile a quello del compositore di marce americano. Parte del pubblico tuttavia comprese "Lunga vita a Troelstra!" e di conseguenza recepì il brano come una chiamata alla rivoluzione. I recenti studiosi identificano le ragioni del gesto di Vermeulen nella rivalsa per l'esclusione della sua sinfonia dal repertorio dell'Orchestra del Concertgebouw: addirittura gli era stato consigliato di studiare composizione con Dopper, che egli stimava come compositore mediocre. Vermeulen venne bandito dal Concertgebouw, ma lo scandalo che ne seguì e le pesanti critiche mosse a Dopper da parte dei critici sostenitori di Vermeulen portarono l'orchestra a relegare Dopper ad incarichi di minor visibilità, quali i concerti per le scuole (di cui fu promotore e responsabile negli anni '20) e l'accoglienza alla stazione dei direttori ospiti o dei solisti. 
Dopper comunque mantenne il titolo di secondo direttore dell'Orchestra del Concertgebouw fino al pensionamento, avvenuto nel 1931. Il suo posto passò successivamente a Eduard van Beinum (che nel 1945 divenne direttore principale della stessa orchestra).
Dopo il pensionamento soffrì di vari problemi di salute dovuti all'angina. Morì a 69 anni ad Amsterdam, pochi mesi dopo il suo secondo matrimonio, e fu sepolto nel cimitero Zorgvlied.

## Produzione musicale
La produzione di Dopper comprende oltre 100 composizioni, tra cui quattro opere (una quinta è rimasta incompiuta), 7 sinfonie, un concerto per violoncello e orchestra, un requiem e numerosi brani per orchestra (tra cui la Ciaccona Gotica, spesso considerata il suo pezzo più riuscito). La sua produzione orchestrale, specialmente la Ciaccona Gotica, venne eseguita in contesti importanti e da direttori di rilievo quali Richard Strauss, Willem Mengelberg, Pierre Monteux, George Szell e Otto Klemperer.
Il suo stile, assai conservatore, è caratterizzato dall'attaccamento alla patria: spesso nei titoli dei suoi brani ci sono riferimenti alla tradizione o alla geografia olandese (è il caso ad esempio delle sinfonie n. 3 "Rembrandt", n. 7 "Zuiderzee" e la n. 6 "Amsterdam", che descrive la festività nazionale del Koniginnedag con vari richiami all'inno nazionale, a canzoni popolari e persino alla campana del tram di Amsterdam).
Scrisse inoltre musica da camera (un quartetto d'archi, una sonata per violino e un sestetto per fiati e pianoforte), musica corale (il suo interesse per l'educazione musicale lo portò a scrivere vari brani per coro di voci bianche) e vocale.
Fu molto apprezzato dal pubblico, anche se la critica non mancò di evidenziarne spesso le marcate tendenze conservatrici. L'incidente con Vermeulen del 1918 gli alienò ogni indulgenza da parte della critica musicale olandese, la programmazione dei suoi lavori subì un drastico ridimensionamento (come pure la sua attività compositiva) e di conseguenza anche il pubblico iniziò a perdere progressivamente interesse nel suo lavoro. Ciononostante l'esecuzione della sua settima sinfonia (la stessa dell'incidente) nel 1940, ad un anno dalla sua morte, venne accolta con un'ovazione e scroscianti applausi.
Ebbe anche alcuni allievi di composizione: tra loro Henriëtte Bosmans, Rudolf Mengelberg e Max Tak.
Dopo la morte venne completamente dimenticato, ad eccezione della Ciaccona Gotica, che rimase popolare per qualche tempo. In un saggio di riferimento del XX secolo sulla musica olandese, l'autore si riferisce alla musica di Dopper come "espressione degli zoccoli di un contadino olandese: campi curati e vasti e monotoni paesaggi di polder".
In tempi più recenti Dopper è stato oggetto degli studi promossi dalla Fondazione Cornelis Dopper, fondata nel 1991, che hanno contribuito alla rivalutazione della sua opera. Tra le varie attività sostenute dalla fondazione è stata pubblicata una biografia del compositore e alcuni suoi lavori sono stati oggetto di esecuzioni pubbliche e registrazioni discografiche.

## Opere selezionate

### Opere liriche
- De Blinde van Castel-Cuillé, libretto di H.C. Meursinge-Offers (composta nel 1892, prima esecuzione a L'Aia nel 1894)
- Frithjof, su soggetto di Bueninck (composta nel 1895, mai eseguita)
- William Ratcliff, su soggetto di Heinrich Heine (composta nel periodo 1896-1901, prima esecuzione al Teatro di Weimar nel 1909 sotto la direzione di Peter Raabe)
- Het Eerekruis, libretto di H. Engelen (composta nel 1903, prima esecuzione al Lyrisch Tooneel di Amsterdam nel 1903)
- Don Quichote, su soggetto di Miguel de Cervantes (incompiuta)

### Musica sinfonica
- Sinfonia n. 1, "Diana" (1895, revisionata nel 1921)
- Sinfonia n. 2, "Scottish" (1903)
- Sinfonia n. 3, "Rembrandt" (1892, revisionata nel 1904)
- Sinfonia n. 4, "Sinfonietta" (1905; orchestrazione della Sonata per violino e pianoforte del 1904)
- Sinfonia n. 5, "Symphonia epica" (1908; per coro e orchestra, basata sull'Iliade di Omero)
- Concerto per violoncello e orchestra (1910, revisionato nel 1923)
- Concerto per tromba, 3 timpani e orchestra (1910)
- Sinfonia n. 6, "Amsterdam" (1912)
- Sinfonia n. 7, "Zuiderzee" (1917)
- Ciaccona Gotica (1920)
- Notturno per viola e orchestra (1937)

### Musica da camera
- Sonata per violino e pianoforte (1904)
- Canto triste per violino e pianoforte
- Sestetto per fiati e pianoforte (1909)
- Quartetto per archi "Pallade Atena" (1914)